# Causalità di Granger
In econometria, la causalità di Granger è un concetto espresso nel 1969 da Clive Granger (Nobel per l'economia 2003) e ampliato successivamente da Christopher Sims (Nobel per l'economia 2011) mirante a determinare in maniera statistica una causalità tra variabili espresse in un modello VAR.

## Formulazione del test
Alla base di questa nozione c'è la distinzione delle variabili di un modello econometrico tra esogene ed endogene: le prime causano le seconde.
Tale determinazione delle variabili derivava in precedenza da considerazioni puramente teoriche,
Granger intuì che si poteva determinare anche in maniera statistica.
Formalmente una serie storica {\displaystyle \ \{x_{t}\}_{t}} causa (nel senso di Granger) una serie storica {\displaystyle \ \{y_{t}\}_{t}} se condizionando rispetto ai valori passati di {\displaystyle x_{t}} l'errore quadratico medio di previsione della {\displaystyle y+t} risulta ridotto rispetto al caso in cui l'informazione relativa ai valori passati di {\displaystyle \ x_{t}} sia ignorata, ossia:
{\displaystyle {\mbox{E}}\left[y_{t}-{\mbox{E}}(y_{t}|\cdot )|y_{t-1},y_{t-2},\ldots ;x_{t-1},x_{t-2},\ldots \right]^{2}\leq {\mbox{E}}\left[y_{t}-{\mbox{E}}(y_{t}|\cdot )|y_{t-1},y_{t-2},\ldots \right]^{2}}
dove {\displaystyle {\mbox{E}}} denota l'operatore valore atteso.
La più comune — ma non l'unica — applicazione del concetto di causalità nel senso di Granger si ha nel contesto dei modelli autoregressivi vettoriali o VAR (altre applicazioni fanno uso di una decomposizione spettrale; oppure del concetto di informazione mutua condizionale o dell'equivalente concetto di transfer entropy). Ricorrendo alla notazione comunemente applicata nell'ambito dei modelli VAR, si consideri un VAR:
{\displaystyle \ y_{t}=A(L)y_{t-1}+B(L)x_{t-1}+\varepsilon _{1t}}
{\displaystyle \ x_{t}=C(L)y_{t-1}+D(L)x_{t-1}+\varepsilon _{2t}}
dove A(L), B(L), C(L) e D(L) sono polinomi matriciali nell'operatore ritardo (in inglese lag) L, tale che: {\displaystyle L^{n}y_{t}=y_{t-n},\ n=0,1,\ldots }.
Un test dell'ipotesi che la variabile {\displaystyle \ x} causi (nel senso di Granger) la variabile {\displaystyle \ y} si riduce a testare l'ipotesi nulla che i coefficienti di {\displaystyle x_{t-n},\ n=0,1,\ldots } nella prima equazione siano simultaneamente uguali a zero. Un tale test può condursi con un comune test F (si veda al riguardo la voce regressione lineare).

### Un esempio
Poniamo di avere un modello autoregressivo misto – ADL(4,4) che spiega l'inflazione in termini dei suoi valori precedenti e dei valori precedenti della disoccupazione (ripercorriamo l'idea che sta dietro alla curva di Phillips).
Poniamo quindi un'ADL(4,4) nella forma:
{\displaystyle {\begin{aligned}\Delta Inf=\beta _{0}&+\beta _{1}\Delta Inf_{t-1}+\beta _{2}\Delta Inf_{t-2}+\beta _{3}\Delta Inf_{t-3}+\beta _{4}\Delta Inf_{t-4}\\&+\beta _{p}Disocc_{t-1}+\beta _{p+1}Disocc_{t-2}+\beta _{p+2}\Delta Disocc_{t-3}+\beta _{p+3}Disocc_{t-4}\\\end{aligned}}}
allora se vogliamo capire se i valori passati della disoccupazione siano utili per predire l'inflazione futura è sufficiente che facciamo un Test F sugli ultimi quattro regressori del modello e calcoliamo la loro significatività ponendo:
{\displaystyle H_{0}:\beta _{p},\beta _{p+1},\beta _{p+2},\beta _{p+3}=0} e {\displaystyle H_{1}:H_{0}} è falsa.
Il non rifiuto dell'ipotesi nulla ci fa non rifiutare che i regressori testati non siano significativi, nella fattispecie che la disoccupazione non possa predire l'inflazione.
Chiaramente non è detto che in generale dei regressori che passano per significativi al Test di Granger siano per forza una delle cause, ma dovrebbero quantomeno contenere un'informazione utile per prevedere la variazione futura della variabile dipendente.

## Test di Granger bilaterale
Una volta fatte le operazioni precedenti del Test di Granger tradizionale possiamo creare un nuovo modello autoregressivo misto invertendo variabile dipendente e variabile indipendente. Riprendendo l'esempio precedente costruiremo:
{\displaystyle {\begin{aligned}Disocc=\beta _{0}&+\beta _{1}\Delta Inf_{t-1}+\beta _{2}\Delta Inf_{t-2}+\beta _{3}\Delta Inf_{t-3}+\beta _{4}\Delta Inf_{t-4}\\&+\beta _{p}Disocc_{t-1}+\beta _{p+1}Disocc_{t-2}+\beta _{p+2}Disocc_{t-3}+\beta _{p+3}Disocc_{t-4}\\\end{aligned}}}
dopodiché faccio un Test F sulle quattro variabili relative all'inflazione come segue:
{\displaystyle H_{0}:\beta _{1},\beta _{2},\beta _{3},\beta _{4}=0} {\displaystyle eH_{1}:H_{0}} è falsa.
Nel caso accettassimo una delle due ipotesi nulle allora potremmo concludere che una variabile causa l'altra e non viceversa a un livello di confidenza pari al valore p del Test F. Diversamente accettiamo l'ipotesi di bidirezionalità, ovvero di causalità reciproca.

## Estensioni
L'estensione della causalità di Granger per incorporare la sua natura dinamica e variabile nel tempo consente una comprensione più sfumata di come le relazioni causali nei dati delle serie temporali si evolvono nel tempo. La metodologia utilizza tecniche ricorsive come le finestre Forward Expanding (FE), Rolling (RO) e Recursive Evolving (RE) per superare le limitazioni dei tradizionali test di causalità di Granger e comprendere i cambiamenti nelle relazioni causali attraverso diversi periodi. Un aspetto centrale di questa metodologia è il comando "tvgc" di Stata. Le applicazioni empiriche, come i dati relativi alle commissioni di transazione e ai sottosistemi economici di Ethereum, evidenziano la natura dinamica delle relazioni economiche nel tempo.